# Siân Phillips
Dame Jane Elizabeth Ailwên Phillips, meglio nota come Siân Phillips (Gwaun-Cae-Gurwen, 14 maggio 1933), è un'attrice britannica.

## Biografia
Figlia dell'insegnante Sally Thomas e di David Phillips, ha lavorato come annunciatrice alla BBC. Sposatasi con Peter O'Toole, da lui ebbe due figli, fra cui l'attrice Kate O'Toole (nata nel 1961). In seconde nozze sposò l'attore Robin Sachs.

## Filmografia parziale

### Cinema
- Becket e il suo re (Becket), regia di Peter Glenville (1964)
- Il magnifico irlandese (Young Cassidy), regia di Jack Cardiff (1965)
- In fondo al buio (Laughter in the Dark), regia di Tony Richardson (1969)
- Goodbye Mr. Chips, regia di Herbert Ross (1969)
- L'uomo che venne dal nord (Murphy's War), regia di Peter Yates (1971)
- Under Milk Wood, regia di Andrew Sinclair (1972)
- Nijinsky, regia di Herbert Ross (1980)
- Scontro di titani (Clash of the Titans), regia di Desmond Davis (1981)
- Dune, regia di David Lynch (1984)
- Valmont, regia di Miloš Forman (1989)
- L'età dell'innocenza (The Age of Innocence), regia di Martin Scorsese (1993)
- The Gigolos, regia di Richard Bracewell (2006)
- Checkmate, di Jason Bradbury (2016)
- Dream Horse, regia di Euros Lyn (2020)
- Giorni d'estate (Summerland), regia di Jessica Swale (2020)

### Televisione
- Missione segreta (Espionage) – serie TV, episodio 1x23 (1964)
- La talpa (Tinker, Tailor, Soldier, Spy) – miniserie TV, 1 puntata (1979)
- Il brivido dell'imprevisto (Tales of the Unexpected) – serie TV, episodio 2x14 (1980)
- Racconti del brivido (Hammer House of Horror) – serie TV, episodio 1x09 (1980)
- Le sconfitte di un vincitore: Winston Churchill 1928-1939 (Winston Churchill: The Wilderness Years) – miniserie TV (1981)
- Il ritorno degli Ewoks (Ewoks: The Battle for Endor), regia di Jim e Ken Wheat – film TV (1985)
- Heidi, regia di Michael Ray Rhodes – miniserie TV (1993)
- Nikita – serie TV, 5 episodi (1998-2000)
- L'ispettore Barnaby (Midsomer Murders) – serie TV, episodio 9x03 (2006)
- Poirot (Agatha Christie's Poirot) – serie TV, episodio 11x01 (2008)
- New Tricks - Nuove tracce per vecchie volpi (New Tricks) – serie TV, episodio 7x08 (2010)
- Lewis – serie TV, episodio 5x02 (2011)
- Casualty – serie TV, episodio 31x32 (2017)
- Strike – serie TV, 2 episodi (2017)
- Doctors – soap opera, 1 puntata (2018)
- Testimoni silenziosi (Silent Witness) – serie TV, 2 episodi (2021)
- McDonald & Dodds – serie TV, episodio 3x01 (2022)
- The Chelsea Detective – serie TV, episodio 2x03 (2023)
- Doctor Who - serie TV, 1 episodio (2024)

## Teatro parziale
- Santa Giovanna di George Bernard Shaw. Belgrade Theatre di Coventry (1958)
- La duchessa di Amalfi di John Webster. Royal Shakespeare Theatre di Statford-upon-Avon, Aldwych Theatre di Londra (1960)
- Ondine di Jean Giraudoux. Aldwych Theatre di Londra (1961)
- La notte dell'iguana di Tennessee Williams. Savoy Theatre di Londra (1965)
- Uomo e superuomo di George Bernard Shaw. Vaudeville Theatre di Londra (1966)
- Pal Joey, libretto di John O'Hara, testi di Lorenz Hart, colonna sonora di Richard Rodgers. Noël Coward Theatre di Londra (1980)
- Il maggiore Barbara di George Bernard Shaw. National Theatre di Londra (1982)
- Gigi, libretto di Alan Jay Lerner, colonna sonora di Frederick Loewe. Lyric Theatre di Londra (1985)
- Il leone d'inverno di James Goldstone. National Theatre di Londra (1994)
- A Little Night Music, libretto di Hugh Wheeler, colonna sonora di Stephen Sondheim. National Theatre di Londra (1995)
- Marlene di Pam Gems. Lyric Theatre di Londra (1997), Cort Theatre di Broadway (1999)
- Amanda Amaranda di Peter Shaffer. Theatre Royal di Bath (2000)
- Les Liaisons Dangereuses di Christopher Hampton. American Airlines Theatre di Broadway (2008)
- A Little Night Music, libretto di Hugh Wheeler, colonna sonora di Stephen Sondheim. Opera Theatre di Saint Louis (2010)
- Cabaret, libretto di Joe Masteroff, testi di Fred Ebb, colonna sonora di John Kander. Tour britannico, Savoy Theatre di Londra (2012)
- L'importanza di chiamarsi Ernesto di Oscar Wilde. Lansburgh Theatre di Washington, Harold Pinter Theatre di Londra (2014)
- A spasso con Daisy di Alfred Uhry. Tour britannico (2014)
- Les Blancs di Lorraine Hansberry. National Theatre di Londra (2016)
- Il giardino di gesso di Enid Bagnold. Tour britannico (2022)

## Riconoscimenti
- Golden Globe
  - 1970 – Candidatura per la migliore attrice non protagonista per Goodbye, Mr Chips

- BAFTA
  - 1977 – Miglior attrice per How Green Was My Valley e Io Claudio imperatore
- BAFTA Cymru
  - 2001 – Premio alla carriera
- Premio Laurence Olivier
  - 1980 – Candidatura per la migliore attrice in un musical per Pal Joey
  - 1996 – Candidatura per la miglior performance in un ruolo non protagonista in un musical per A Little Night Music
  - 1998 – Candidatura per la migliore attrice in un musical per Marlene
  - 2013 – Candidatura per la miglior performance in un ruolo non protagonista in un musical per Cabaret
- National Society of Film Critics
  - 1970 – Miglior attrice non protagonista per Goodbye, Mr Chips
- Tony Award
  - 1999 – Candidatura per la Tony Award alla miglior attrice protagonista in un musical per Marlene

## Doppiatrici italiane
Nelle versioni in italiano delle opere in cui ha recitato, Siân Phillips è stata doppiata da:
- Anna Miserocchi in L'uomo che venne dal nord, Scontro di titani
- Graziella Polesinanti in Strike, Dream Horse
- Lydia Simoneschi in Becket e il suo re
- Benita Martini in Goodbye Mr. Chips
- Gabriella Genta in Dune
- Miranda Bonansea in L'età dell'innocenza
- Sonia Scotti in Heidi
- Mirta Pepe in Good Omens
- Stefania Romagnoli in Doctor Who